# Aeroporto de Goioerê
O Aeroporto de Goioerê - Manoel Ribas  (ICAO: SSGW) é um aeródromo público construído e administrado pelo município paranaense de Goioerê, no Brasil.
Com pista asfaltada de 800 metros, atende voos privados e está em fase de estudos de expansão da sua estrutura, objetivando sua regionalização e implementação de operações comerciais.

## Características
- Goioerê (Manoel Ribas) - (ICAO: SSGW)[3]
- Nome: Aeroporto Manoel Ribas
- Categoria: Público municipal
- Endereço: PR-180 km 5
- Administração: Prefeitura de Goioerê
- Terminal de Passageiros: não conta
- Voos comerciais: não conta
- Operações noturnas: não
- Posições de aeronaves:
- Dimensões da Pista: 800 x 18 metros[4]
- Altitude: 490
- Revestimento da pista: Asfalto
- Operação: VFR
- Designativo das cabeceiras: 4 e 22
- Resistência da pista: 8/F/B/Y/U
- Abastecimento: AVGAS/JET A1